# 新城街道 (临颍县)
新城街道是中华人民共和国河南省漯河市临颍县下辖的一个街道办事处。

## 行政区划
新城街道下辖以下村级行政区划单位：
大木罗村、樱桃郭村、邢庄村、五里头村、岗石村、耿庄村和东徐庄村。